# District de Mawei
Le district de Mawei (马尾区 ; pinyin : Mǎwěi Qū) est une subdivision administrative de la province du Fujian en Chine. Il est placé sous la juridiction de la ville-préfecture de Fuzhou.